# Крест Почёта Полиции (Норвегия)
Крест Почёта Полиции – ведомственная награда полиции Королевства Норвегия.

## История
Крест Почёта Полиции был учреждён королевским указом от 14 сентября 2001 года.
Среди получателей Креста Почёта Полиции Гуннар Сёнстебю – ветеран Второй Мировой войны, единственный обладатель Норвежского Военного креста с тремя мечами.
В 2012 году награждение Крестом Почёта Полиции прекращено.

## Положение
Крест предназначен для награждения служащих полиции за предотвращение покушений на жизнь граждан или порчу имущества.

## Описание
Серебряный позолоченный крест белой эмали с расширяющимися и закругленными концами, наложенный на позолоченный дубовый венок. В центре креста позолоченная эмблема полиции Норвегии в цветных эмалях: коронованный гербовой щит с норвежским львом, помещённый на декоративную площадку, усеянную крестами, между двух фасций.
Реверс креста матированный. В центре надпись в три строки: «HONOR / ET / MERITUM» (Почёт и заслуги)
Крест при помощи переходного звена в виде пучка из трёх дубовых листьев крепится к нагрудной ленте.
 Лента креста чёрного цвета с двумя жёлтыми полосками по краям.

Эмблема полиции Норвегии